# USS Barb (SS-220)
«Барб» (англ. USS Barb (SS-220)) — підводний човен військово-морських сил США типу «Гато», котрий взяв участь у бойових діях Другої світової війни. Мав один з найбільших переліків переможних акцій серед підводних човнів своєї країни (третє місце за тоннажем потоплених кораблів та суден).
Човен спорудила компанія General Dynamics Electric Boat на верфі у Гротоні, штат Коннектикут. Його заклали 7 червня 1941 року, ще до вступу США у Другу світову, а спустили на воду 2 квітня 1942-го, вже після нападу Японії. Після проходження випробувань «Барб» увійшов до складу Атлантичного флоту.

## Походи
Всього човен здійснив дванадцять бойових походів, перші п'ять з яких відбулись у Атлантиці.

### 1-й— 5-й походи
20 жовтня 1942-го «Барб» вирушив до африканського узбережжя щоб узяти участь у операції «Торч» (висадка у Марокко та Алжирі, що дозволяло атакувати ворожі сили у Північній Африці з двох сторін). Тут човен провадив розвідку перед початком та в ході операції, виконував функцію маяка, а перед висадкою у марокканському порту Сафі доправив на берег розвідувальну групу із п'яти рейнджерів.
25 листопада 1942-го човен прибув на західне узбережжя Шотландії у порт Росніт. Він став його базою для подальших чотирьох походів до Біскайської затоки, північної Атлантики та району між Ісландією та Норвегією, метою яких була боротьба з німецькими суднами, що проривали блокаду. У підсумку використання підводних сил США для дій на європейському театрі визнали неефективним і всі човни звідси відправили для боротьби з Японією. «Барб» завершив свій п'ятий похід 1 липня 1943-го, а 24 липня прибув на протилежний бік Атлантики до бази у Нью-Лондоні (Коннектикут). У вересні човен досягнув Перл-Гарбору та увійшов до складу Тихоокеанського флоту.

### 6-й похід
30 вересня 1943-го «Барб» вийшов з бази та після бункерування 4 — 6 жовтня на атолі Мідвей попрямував до району бойового патрулювання у Східно-Китайському морі на північ від Формози (Тайваню). Тут він чотири рази зустрічав конвої, проте не зміг досягнути жодного успіху. В останньому випадку після торпедної атаки човен освітили прожекторами і він погрузився з таким поспіхом, що опинився на глибині у 112 метрів — на два десятки метрів більшій від максимальної проектної. Втім, це не призвело до ушкоджень, зате допомогло ухилитись від контратаки. 24 листопада «Барб» прибув на Мідвей, після чого попрямував для ремонту на верфі Mare Island Navy Yard (Вальєхо, Каліфорнія).

### 7-й похід
15 лютого 1944-го човен повернувся до Перл-Гарбору, а 2 березня вийшов до району бойового патрулювання у північній частині Філіппінського моря. Тут 28 березня за чотири сотні кілометрів на південний схід від Окінави поблизу острова Раса (Окідайто) «Барб» потопив одиночний транспорт (на підводному човні вважали, що це зовні беззахисне цивільне судно виконувало роль корабля-пастки та мало заманити підводний човен під вогонь берегових батарей). Дещо пізніше «Барб» разом із іншим підводним човном Steelhead обстріляли фосфоритний промисел на острові Раса. У підсумку 25 квітня «Барб» прибув на Мідвей.

### 8-й похід
21 травня 1944-го човен вирушив до Охотського моря. В останній день місяця дещо більше ніж за сотню кілометрів на північний захід від Симушира він потопив два вантажні судна. 11 червня за півсотні кілометрів на схід від Південного Сахаліну «Барб» спершу потопив артилерійським вогнем два траулери, а потім торпедами знищив два вантажні судна зі складу конвою. За два дні значно північніше, за три сотні кілометрів на захід від Парамуширу, човен атакував ще один конвой та потопив чергове торгове судно — п'яте за похід. 5 липня «Барб» прибув на Мідвей.

### 9-й похід
4 серпня 1944-го «Барб» у складі «вовчої зграї» «Ed's Eradicators», до якої також входили підводні човни Queenfish та Tunny, відбув для бойових дій у Лусонській протоці та північній частині Південно-Китайського моря (неофіційно цей район був відомий як «Конвой Коллідж»). Під кінець місяця «Ed's Eradicators» разом із «вовчою зграєю» «Ben's Busters» (підводні човни «Сілайон», Growler та Pampanito) перехопили в протоці Біші (північний прохід Лусонської протоки) конвой, під час атаки на який «Барб» потопив вантажне судно. Крім того човен знищив переобладнаний тральщик Hinode Maru № 20, який здійснював патрулювання в районі бою. Інші учасники атаки на конвой потопили ще одне вантажне судно та мінний загороджувач зі складу ескорту. 4 вересня «Барб» за півтори сотні кілометрів на південний захід від Формози артилерійським вогнем потопив сампан.
17 вересня в районі за чотири сотні кілометрів на захід від північного завершення острова Лусон та на майже на такій же відстані на південний схід від Гонконгу «Барб» досягнув значного успіху, коли торпедував та потопив ескортний авіаносець Унйо, разом з яким загинуло біля 900 членів екіпажу та були втрачені 48 літаків (така велика кількість пояснюється тим, що на борту перевозили 36 літаків для ремонту у Японії). Авіаносець належав до охорони конвою із п'яти танкерів, котрі везли нафту з Сінгапуру. Дві із шести випущених «Барб» торпед влучили в танкер, який вибухнув та затонув разом із сотнею членів екіпажу та пасажирів (ще один танкер конвою потопив підводний човен Queenfish). 25 вересня «Барб» прибув на острів Сайпан (Маріанські острови), звідки вирушив до бази підводних човнів на атолі Маджуро (Маршаллові острови).

### 10-й похід
27 жовтня 1944-го човен вийшов на бойове патрулювання до Східно-Китайського моря. Тут 10 листопада він атакував корабель «Гококу Мару», який прямував із тайванського порту Кірун (Цзілун) до Сасебо. Це вантажопасажирське судно ще на стадії будівництва було реквізоване для потреб військово-морського флоту та озброєне, через що класифікувалось як допоміжний крейсер (втім, зазвичай воно займалось саме транспортними перевезеннями). Через штормову погоду ескорт із двох кораблів берегової оборони (фрегатів) не зміг супроводжувати «Гококу Мару», що надало «Барб» можливість здійснити кілька атак. У підсумку «Гококу Мару» затонув поблизу західного узбережжя острова Кюсю, не дійшовши до порту призначення лише кілька десятків кілометрів.
12 листопада менш ніж за дві сотні кілометрів на південний захід від острова Чеджу «Барб» атакував конвой, котрий прямував до Маніли. Поцілене човном вантажне судно, котре перевозило артилерійські снаряди, вибухнуло та затонуло разом із сімома сотнями пасажирів та членів екіпажу. Крім того, «Барб» пошкодив вантажне судно «Gyokuyo Maru», яке через дві доби під час буксирування до Шанхаю перехопив та добив підводний човен Spadefish (можливо відзначити, що інші підводні човни потопили одне та пошкодили ще одне судна зі складу цього ж конвою). 25 листопада «Барб» завершив похід на атолі Мідвей.

### 11-й похід
19 грудня 1944-го човен вийшов на бойове патрулювання у складі «вовчої зграї» «Loughlin's Loopers», до якої також входили Picuda та Queenfish. 29 грудня «Барб» покинув острів Гуам (Маріанські острови), куди заходив для бункерування, та попрямував у північну частину Тайванської протоки, через яку традиційно проходила найголовніша японська магістраль між Сінгапуром та Моджі. Підсилений рух конвоїв в протоці також варто було очікувати з розрахунку на евакуацію Маніли, котра могла початись найближчим часом, та можливе підсилення японцями гарнізону Формози в очікуванні подальшого наступу союзників. 1 січня 1945-го «Барб» знищив артилерійським вогнем невелике судно, а 8 січня атакував великий конвой MOTA-30. В цьому бою човен потопив три транспорти та пошкодив судно «Meiho Maru» (загинуло в кінці березня 1945-го під час атаки літаків біля північного узбережжя Формози). Ще одне судно — «Хікошима Мару» — ухиляючись від торпед «вовчої зграї» сіло на мілину біля північно-західного узбережжя Формози та затонуло наступного дня. Враховуючи дії інших підводних човнів та літаків, конвой MOTA-30 був майже повністю розгромлений.
Оскільки біля узбережжя Формози цілі більше не зустрічались, командир «Барб» припустив, що судноплавство здійснюється уздовж узбережжя материкового Китаю, причому судна прямують у денний час та відстоюються вночі на якірних стоянках. Виходячи з таких припущень провели розвідку та виявили скупчення суден на підході до бухти Намкван (Цзіньчуаньвань) посередині між Фучжоу та Веньчжоу. Конвой відстоювався на мілководді — від місця його стоянки до ізобати 18 метрів було 6 миль, а до ізобати 36 метрів 19 миль. Таким чином, лише через одну годину після атаки човен мав змогу зануритись, проте його командир наважився на операцію. Вночі 23 січня «Барб» у надводному положенні наблизився до конвою та випустив 10 торпед з носових та кормових торпедних апаратів. Командир човна вважав, що вдалось вразити шість суден, чотири з яких затонули, втім за результатами післявоєнних досліджень на рахунок «Барб» записали лише одну гарантовано знищену ціль. Після атаки човен витратив 1 годину та 9 хвилин щоб дійти до ізобати 36 метрів, втім, без будь-яких контратак зі сторони японців. 10 лютого «Барб» прибув на Мідвей, звідки прослідував через Перл-Гарбор для ремонту на все тій же верфі Mare Island Navy Yard. Завершивши ремонт у середині травня човен повернувся до Перл-Гарбору.

### 12-й похід
8 червня 1945-го «Барб» вийшов в район бойового патрулювання в Охотському морі. Тут 21 червня біля західного виходу з протоки Катерини (розділяє острови Кунашир та Ітуруп зі складу Курильської гряди) човен потопив артилерійським вогнем два люгери. Перед походом на «Барб» змонтували установку для запуску 127-мм реактивних снарядів. 22 червня човен першим серед субмарин США використав цю зброю, обстрілявши містечко Сярі на північному узбережжі Хоккайдо. Наступної доби «Барб» опинився вже біля східного узбережжя Південного Сахаліну, де артилерією знищив дерев'яне рибальське судно. В кінці місяця човен зустрів конвой з трьох вантажних суден під охороною 5 ескортних кораблів та переслідував його дві доби, проте обидві виконані «Барб» атаки завершились безрезультатно. 2 липня човен зі своєї штатної гармати обстріляв цілі на острові Кайхіо (Тюлєній, північніше по узбережжю Сахаліну біля входу до затоки Тєрпєнія), там же ним були потоплені три пришвартовані сампани. Наступної доби кілька ракет випустили по містечку Шікука (зараз Поронайськ) у глибині затоки Тєрпєнія.
Далі «Барб» перейшов до південного узбережжя острова та 5 липня здобув свою найбільшу перемогу під час цього походу, потопивши вантажне судно біля південно-західного завершення Сахаліну в затоці Одомарі (Аніва). За три дні він знищив ще один люгер в протоці Лаперуза (відділяє Сахалін від Хоккайдо), 15 липня поблизу Хоккайдо потопив сампан (за іншими даними — переобладнаний сторожовий катер) Seiho Maru N15 (91 тонна), а за три дні перехопив пасажирський пором Soya Maru, що йшов з порту Вакканай (Хоккайдо) до сахалінського міста Одомарі (зараз Корсаков). По порому випустили дві торпеди, одна з яких не потрапила в ціль, а другу свідомо прийняв на себе корабель берегової оборони (фрегат) № 112, котрий ескортував Soya Maru. Разом із фрегатом загинуло двісті членів його екіпажу, зате пором, на якому перебувало втричі більше цивільних пасажирів, включаючи багато жінок та дітей, зміг прибути до Одомарі («Барб» дав по ньому ще один залп із трьох торпед, проте промахнувся).
Що стосується «Барб», то човен, вже використавши всі торпеди, перейшов до східного узбережжя острова і 24 липня піддав ракетному обстрілу поселення Ширіторі (зараз Макаров). 25 липня він потопив шість сампанів у затоці Тєрпєнія та обстріляв консервні заводи в поселенні Чирі (Котіково). Наступного дня по дорозі на базу він обстріляв із зенітних гармат (всі потужніші артилерійські боєприпаси також були використані) майданчик на західному узбережжі острова Кунашир, на якому велось будівництво сампанів (на «Барб» вважали, що тут внаслідок пожежі знищено більш ніж три десятки цих малих суден), а потім того ж дня потопив траулер, котрий затонув лише після тарану. 2 серпня човен завершив свій похід на атолі Мідвей.

## Спеціальні завдання
Зустріч з конвоєм 17 вересня 1944-го, під час якої «Барб» потопив авіаносець «Унйо», сталась під час переходу для порятунку військовополонених союзників, котрі перебували на борту судна Rakuyo Maru. Останнє 12 вересня неподалік острова Хайнань атакував та потопив підводний човен Sealion. Коли американцям стало відомо про знаходження на борту Rakuyo Maru великої групи полонених британців та австралійці, до місця катастрофи спрямували цілий ряд підводних човнів, котрі мали шанси допомогти потерпілим. Як наслідок, 17–18 вересня «Барб» зміг зняти з кількох невеликих дерев'яних плотів 14 військовополонених.
19 липня 1945-го під час патрулювання поблизу Отасаму (зараз Фірсово) на східному узбережжі Сахаліну командир «Барб» звернув увагу на прибережну залізницю. Протягом наступних трьох днів за нею вели спостереження з метою встановити графік руху поїздів. Нарешті вночі проти 23 липня диверсійна група з восьми членів екіпажу висадилася на берег. Пересування у повній темряві додало складнощів, так що коли диверсанти подолали біля 1 км та досягли залізничного полотна, вони не встигли закласти вибухівку до проходження першого поїзду. Розмістивши підривний заряд вагою біля 24 кг, група повернулась до своїх плавзасобів. Коли диверсанти вже гребли до «Барб», другий поїзд наїхав на міну, при цьому паровоз вибухнув, а півтора десятки вагонів зійшли з рейок. Зазначена диверсія стала єдиною наземною бойовою операцією союзників на островах метрополії.

## Післявоєнна доля
Весною 1946-го човен вивели в резерв, проте в 1951-му, під час Корейської війни, повернули до бойового складу флоту.
З лютого по серпень 1954-го «Барб» пройшов модернізацію за програмою GUPPY (Greater Underwater Propulsion Power Program), котра, зокрема, повинна була збільшити можливості човнів щодо тривалої дії у підводному положенні.
У грудні 1954-го човен передали до складу військово-морських сил Італії. Тут він отримав назву «Енріко Таццолі» (італ. Enrico Tazzoli (S 511) та ніс службу до 1972 року.

## Бойовий рахунок
| Дата       | Назва                            | Тип                             | Тоннаж | Місце             |
| 28.03.1944 | Фукусі Мару                      | вантажне                        | 2219   | 24°25'N 131°11'E  |
| 31.05.1944 | Кото Мару                        | вантажне                        | 1053   | 47°52'N 151°2'E   |
| 31.05.1944 | Мадрас Мару                      | вантажо-пасажирське             | 3805   | 47°21'N 151°19'E  |
| 11.06.1944 | Тотен Мару                       | вантажне                        | 3823   | 46°58'N 143°50'E  |
| 11.06.1944 | Тіхая Мару                       | вантажне                        | 1161   | 46°58'N 143°50'E  |
| 13.06.1944 | Такасима Мару                    | вантажо-пасажирське             | 5633   | 50°47'N 151°20'E  |
| 31.08.1944 | Окуні Мару                       | вантажо-пасажирське             | 5633   | 21°14'N 121°22'E  |
| 31.08.1944 | Хіноде Мару № 20                 | переобладнаний тральщик         | 281    | 21°21'N, 121°11'E |
| 16.09.1944 | Адзуса Мару                      | танкер                          | 11177  | 19°18'N 116°26'E  |
| 16.09.1944 | Унйо                             | авіаносець                      | 17850  | 19°18'N 116°26'E  |
| 10.11.1944 | Гококу Мару                      | переобладнаний крейсер          | 10438  | 33°24'N 129°4'E   |
| 12.11.1944 | Наруо Мару                       | вантажне                        | 4823   | 31°29'N 125°19'E  |
| 08.01.1945 | Сінйо Мару                       | вантажне                        | 5892   | 24°31'N 120°28'E  |
| 08.01.1945 | Анйо Мару                        | вантажо-пасажирське             | 9256   | 24°54'N 120°26'E  |
| 08.01.1945 | Санйо Мару                       | танкер                          | 2854   | 24°54'N 120°26'E  |
| 23.01.1945 | Тайкйо Мару                      | вантажне                        | 5244   | 27°4'N 120°27'E   |
| 05.07.1945 | Саппоро Мару № 11                | вантажне                        | 2820   | 46°4'N 142°14'E   |
| 15.07.1945 | Сейхо Мару № 15                  | переобладнаний сторожовий катер | 91     |                   |
| 18.07.1945 | Корабель берегової оборони № 112 | фрегат                          | 800    | 46°3'N 142°16'E   |

Також Barb пошкодив вантажне судно «Gyokuyo Maru», котре через дві доби добив підводний човен Spadefish.
Крім того, судно «Хікошима Мару» (2854 тон), ухиляючись від торпед «вовчої зграї» у складі «Барб», Picuda та Queenfish, сіло на мілину та затонуло наступного дня.